# دودل فور گوگل

لوگوی مسابقه دودل برای گوگل ۲۰۱۰

دودل فور گوگل (به انگلیسی: Doodle 4 Google)، همچنین به سبک دودل‌فورگوگل، مسابقه‌ای سالانه در کشورهای مختلف است که توسط گوگل برگزار می‌شود تا کودکان یک دودل ایجادکنند که در آغازه محلی گوگل به‌عنوان گوگل دودل نمایش داده می‌شود.

## تاریخ
گوگل آرم‌ها را در صفحه آغازهٔ خود، معمولاً برای تعطیلات رسمی، نشان می‌دهد. در گذشته رویدادهایی مانند آغاز بهار، سالگرد شناخت دی‌ان‌ای یا اختراع لیزر جشن گرفته می‌شد. اولین «دودل» گوگل درسال ۱۹۹۸ زمانی بود که سرگی برین و لارنس ای پیج در جشنواره برنینگ من شرکت می‌کردند تا نشان دهند که آنها خارج از دفتر هستند و نمی‌توانند در صورت خراب شدن سیستم‌ها کمک کنند.

## دودل برای گوگل ایالات متحده
ارسالی‌هایی از همه دانش آموزان در مدارس ایالات متحده از مهدکودک تا کلاس دوازدهم. والدین / مربیان موظفند برای دانش آموزان خود دودل ارسال کنند.

### جوایز
دودل برنده در صفحه آغازه گوگل ظاهر می‌شود. آنها همچنین یک بورسیه تحصیلی ۳۰۰۰۰ دلاری برای کالج مورد نظر خود، یک تی شرت با دودل خود، یک کروم‌بوک گوگل، تبلت طراحی دیجیتال وکوم و کمک هزینه فناوری ۱۰۰۰۰۰ دلاری تبلت‌ها یا کروم بوک‌ها به مدرسه خود دریافت خواهند کرد.
در سال ۲۰۱۹، برنده ۳۰۰۰۰ دلار بورس تحصیلی کالج و ۵۰۰۰۰ دلار کمک هزینه فناوری برای مدرسه خود دریافت کرد.
پیش از این برنده یک بورسیه تحصیلی ۳۰۰۰۰ دلاری، کمک مالی ۵۰۰۰۰ دلاری فناوری برای مدرسه خود یا یک سازمان غیرانتفاعی، یک سفر به دفتر مرکزی گوگل در کالیفرنیا، سخت‌افزار گوگل و «فان گوگلی سوایج» دریافت کرده بود.